# Гетерополіаніон
Гетерополіаніон (рос. гетерополианион, англ. heteropolyanion) — у неорганічній хімії — поліаніон, який крім атомів металів (М, d-блок) містить гетероатом (X).
Приміром, [PW12O40]3–.
Важливими є два їх типи:
- — аніони Кеггіна[XM12O40]n– (M = Mo, W; X = P, As, n= 3; X = Si, n = 4; X = B, n= 5);
- — аніони Доусона [X2M18O62]n– (M = Mo, W; X = P, As; n= 6).

Широко використовуються як каталізатори.